# Zimtsäurebenzylester
Zimtsäurebenzylester (anderer Name: Benzylcinnamat) ist eine chemische Verbindung aus der Gruppe der Carbonsäureester. Es handelt sich um den Ester der Zimtsäure mit Benzylalkohol.

## Vorkommen
Zimtsäurebenzylester ist ein Naturstoff und kommt in Peru- und Tolubalsam, in Sumatra- und Penang-Benzoin und als Hauptbestandteil von Kopaivabalsam vor.

## Isomerie
An der C=C-Doppelbindung kann Zimtsäurebenzylester eine unterschiedliche Geometrie aufweisen und bildet dementsprechend zwei cis-trans-Isomere, die unterschiedliche Eigenschaften besitzen. Verwendet wird meist eine nicht näher spezifizierte Qualität, die aus der (E)- oder (Z)-Form oder einem Gemisch daraus bestehen kann.
| Isomere von Zimtsäurebenzylester                      |
| ----------------------------------------------------- |
| trans-Zimtsäurebenzylester [(E)-Zimtsäurebenzylester] |
| cis-Zimtsäurebenzylester [(Z)-Zimtsäurebenzylester]   |

## Gewinnung und Darstellung
Synthetisch kann Zimtsäurebenzylester durch Veresterung von Zimtsäure mit Benzylalkohol oder durch die Reaktion von Benzylchlorid mit dem Natriumsalz von Zimtsäure in Wasser oder Diethylamin gewonnen werden.

## Eigenschaften
Zimtsäurebenzylester ist ein brennbarer, schwer entzündbarer, kristalliner, weißer Feststoff mit süßlichem Geruch, der praktisch unlöslich in Wasser ist.

## Verwendung
In großem Umfang wird Zimtsäurebenzylester als Geruchsstoff in Parfum verwendet. Es wird auch als Standard bei der Bestimmung von Verbindungen verwendet, die üblicherweise Körperpflegeprodukten zugesetzt werden, wie UV-Filter und antimikrobielle Mittel in Umweltproben.